# Girgols
Girgols – miejscowość i gmina we Francji, w regionie Owernia-Rodan-Alpy, w departamencie Cantal.
Według danych na rok 1990 gminę zamieszkiwały 84 osoby, a gęstość zaludnienia wynosiła 7 osób/km² (wśród 1310 gmin Owernii Girgols plasuje się na 756. miejscu pod względem liczby ludności, natomiast pod względem powierzchni na miejscu 740.).